# هانا غروس
هانا غروس هي ممثلة كندية، ولدت في 25 سبتمبر 1990 في بلدة ويست بلومفيلد في الولايات المتحدة.

## أعمال

### مسلسلات
- مايندهنتر

## وصلات خارجية
- هانا غروس على موقع IMDb (الإنجليزية)
- هانا غروس على موقع ألو سيني (الفرنسية)
- هانا غروس على موقع أول موفي (الإنجليزية)
- هانا غروس على موقع قاعدة بيانات الفيلم (الإنجليزية)